# Stefan Boguszewski
Stefan Boguszewski (ur. 7 stycznia 1877 w Izabelewie, gub. mińska (wg innej wersji Wilno), zm. 18 kwietnia 1938 w Warszawie) – polski działacz polityczny, senator II i III kadencji sejmu II RP, członek loży wolnomularskiej w Warszawie, członek Prezydium Partii Pracy w 1930 roku.

## Życiorys
Urodził się w rodzinie ziemiańskiej. Był bratem Heleny (1868–1928) oraz Jana (1881–1918), lekarza i działacza społecznego. W 1906 więziony przez kilka miesięcy zarzutem kontaktów z rosyjskim Związkiem Chłopskim, zwolniony za kaucją przedostał się do Galicji. W 1912 wstąpił do Związku Strzeleckiego, w latach 1914–1917 służył w Legionach Polskich. Był komisarzem Polskiej Organizacji Narodowej w 1914 roku.
W niepodległej Polsce zajmował różne stanowiska państwowe, m.in. był wiceprezesem Polskiego Związku Organizacji i Kółek Rolniczych, od 1930 prezesem Biura Emigracyjnego „Kolonia Polska” organizującego emigrację chłopów do Peru. Związany z Konfederacją Ludzi Pracy i BBWR, od 1931 sympatyk KPP i współpracownik marksistowskiego działacza Jana Hempla. Przyjaciel francuskiego pisarza i komunisty H. Barbuss’a, od 1933 przewodniczący Polskiego Komitetu Antyfaszystowskiego i Antywojennego, delegat na Europejski Antyfaszystowski Kongres Robotniczy w Paryżu.
W latach 1928–1935 sprawował mandat senatorski, wybrany z listy BBWR w województwie lubelskim. Podczas swoich przemówień na forum Senatu zwracał uwagę na proces faszyzacji kraju, poruszał problem wojny z hitlerowskimi Niemcami. Protestował przeciw znęcaniu się nad więźniami politycznymi, w 1932 opuścił BBWR. Był wykładowcą w Wolnej Wszechnicy Polskiej w Warszawie (przedmiot: organizacje społeczne w samorządzie). Twórca listu otwartego piętnującego metody śledcze stosowane przez tzw. defensywę wobec kobiet i młodocianych więźniów. W latach 1934–1935 pracował w dwutygodniku „Kolumna”. 1 sierpnia – 22 września 1936 więziony w Warszawie. Po zwolnieniu potępił procesy moskiewskie i zerwał współpracę z KPP.
W 1903 ożenił się z pisarką Heleną z Radlińskich (1883–1978), córką Ignacego, z którą miał córkę.

## Ordery i odznaczenia
- Krzyż Niepodległości (6 czerwca 1931)[8]
- Krzyż Oficerski Orderu Odrodzenia Polski (7 listopada 1925)[4]